# Присяжнюк Олександр Андрійович
Присяжнюк Олександр Андрійович (нар. 1 лютого 1986, м. Житомир) — Народний депутат України 7 скликання, від Комуністичної партії України, уповноважений представник депутатської групи «За мир та стабільність».

## Освіта
Житомирський державний технологічний університет, 2008 р., гірничий інженер, магістр з гірництва.

## Біографія
Робітник-полірувальник гранітних виробів, 2007, Житомир.
Плісецький гранітний кар'єр — гірничий інженер, 2008-10.
До липня 2014 року керівник (Перший секретар) комсомолу України.
Заступник Голови Комітету з питань сім'ї, молодіжної політики, спорту та туризму.
Автор всеукраїнських програм з оздоровлення та відпочинку дітей та молоді.
Нагороджений відзнаками Міністерства молоді та спорту, Верховної Ради України за вагомий внесок в розбудову молодіжних ініціатив.
2010–2012 рр. — Житомирська обласна рада, депутат, член постійної комісії з питань законності, правопорядку та прав людини.
Ініціатор заснування Премії імені проф. М. Т. Бакки талановитій молоді Житомирщини.
2012–2014 рр. — Народний депутат України 7-го скликання.